# Solaris (magasin)
 (juin 2011).
Si vous disposez d'ouvrages ou d'articles de référence ou si vous connaissez des sites web de qualité traitant du thème abordé ici, merci de compléter l'article en donnant les références utiles à sa vérifiabilité et en les liant à la section « Notes et références ».
Solaris est une chaîne de boutiques, appartenant à GrandVision, vendant exclusivement des lunettes de soleil, de marques principalement.
Créé en 1994, Solaris a développé son réseau (points de vente intégrés, franchisés et corners) pour atteindre 1300 points de vente en 2015.

## Historique
1994 : Solaris ouvre sa première boutique à Paris
1998 : Première boutique Solaris au Portugal (Lisbonne)
2008 : Solaris continue de développer son réseau en Espagne, Abu Dhabi, Arabie Saoudite, Oman, …
2001 : Première boutique Solaris en Italie (Milan)
2006 : Solaris ouvre ses premières franchises à Malte et en Grèce, suivies en 2007 par Dubaï, Qatar  et Koweit
2007 : Lancement du site solaris-sunglass.com
2010 : Ouverture des premiers corners Solaris au sein d’enseignes optiques du Groupe GrandVision (VisionExpress en Angleterre et +Vision en Espagne)
2015 : Poursuite du développement des corners Solaris pour atteindre 1300 points de vente environ.